# You Never Know (canção)
"You Never Know" é uma canção do grupo sueco-norueguês de eurodance Solid Base. Foi lançado em 1996 como quarto single da banda e de seu álbum de estreia, Finally. A canção se tornou grande sucesso na Europa, chegando alcançar a posição de número 4 na Noruega e o número 12 na Finlândia.

## Lista de Faixas
CD maxi, Scandinavia
1. "You Never Know" (Original Version) - 2:58
2. "You Never Know" (Extended Mix) - 4:19
3. "You Never Know" (Peo De Pit Mix) - 3:46
4. "You Never Know" (Viennas Short Mix) - 3:55
5. "You Never Know" (Peo De Pit X-10-Ded-Mix) - 5:28

CD maxi (Remixes), Scandinavia
1. "You Never Know" (Funk Mix) - 3:40
2. "You Never Know" (R&B Mix) - 3:28
3. "You Never Know" (Extended Funk Mix) - 4:18
4. "You Never Know" (Extended R&B Mix) - 3:51
5. "You Never Know" (Original Version) - 2:58

## Desempenho nas tabelas musicais

### Tabela musical
| Tabela musical (1996)                 | Posição de pico |
| ------------------------------------- | --------------- |
| Noruega - (VG-Lista)                  | 4               |
| Finlândia - (Suomen virallinen lista) | 12              |

## Ligações Externas
- "Videoclipe dessa música" no YouTube